# John Moulder-Brown
John Moulder-Brown (Londres, 3 de junio de 1953) es un actor británico de cine y televisión conocido por sus actuaciones en las películas Deep End (1970), First Love, Ludwig (1972) y La residencia. En 1997 fundó la Academia de Formación Creativa, una escuela de artes dramáticas en Brighton, Sussex.

## Filmografía seleccionada

### Cine y televisión
- A Night to Remember (1958)
- Room at the Top (1959)
- Becket (1964)
- La residencia (1969)
- La madrastra (1974)
- Deep End (1970)
- Ludwig (1972)
- The Mill on the Floss (1978)
- Sleeping Murder (1987)